# شيزوم إغبوشولام
شيزوم إغبوشولام (22 فبراير 1992 بإنوغو في نيجيريا - ) هو لاعب كرة قدم نيجيري في مركز الهجوم يلعب حالياً مع نادي الجندل السعودي. لعب سابقاً مع نادي حتا الإماراتي.

## روابط خارجية
- شيزوم إغبوشولام على موقع اتحاد السويد (السويدية)
- شيزوم إغبوشولام على موقع دوري كوريا الجنوبية (الإنجليزية)
- شيزوم إغبوشولام على موقع قاعدة بيانات كرة القدم.إي يو (الإنجليزية)
- شيزوم إغبوشولام على موقع Soccerway.com (الإنجليزية)
- شيزوم إغبوشولام على موقع عالم كرة القدم.نت (الإنجليزية)